# Cyclantheropsis
Cyclantheropsis là một chi thực vật có hoa trong họ Cucurbitaceae, được Hermann August Theodor Harms thiết lập năm 1896 khi ông chuyển loài Gerrardanthus parviflorus sang chi này.

## Loài
Chi Cyclantheropsis gồm 3 loài, là bản địa vùng nhiệt đới châu Phi và Madagascar:
- Cyclantheropsis madagascariensis Keraudren, 1966: Đặc hữu Madagascar.
- Cyclantheropsis occidentalis Gilg & Mildbr., 1923: Đặc hữu Cameroon.
- Cyclantheropsis parviflora (Cogn.) Harms, 1896: Bản địa Angola, Ethiopia, Kenya, Malawi, Mozambique, Namibia, Tanzania, Zambia, Zimbabwe.